# Cây tiền tài (thần thoại)

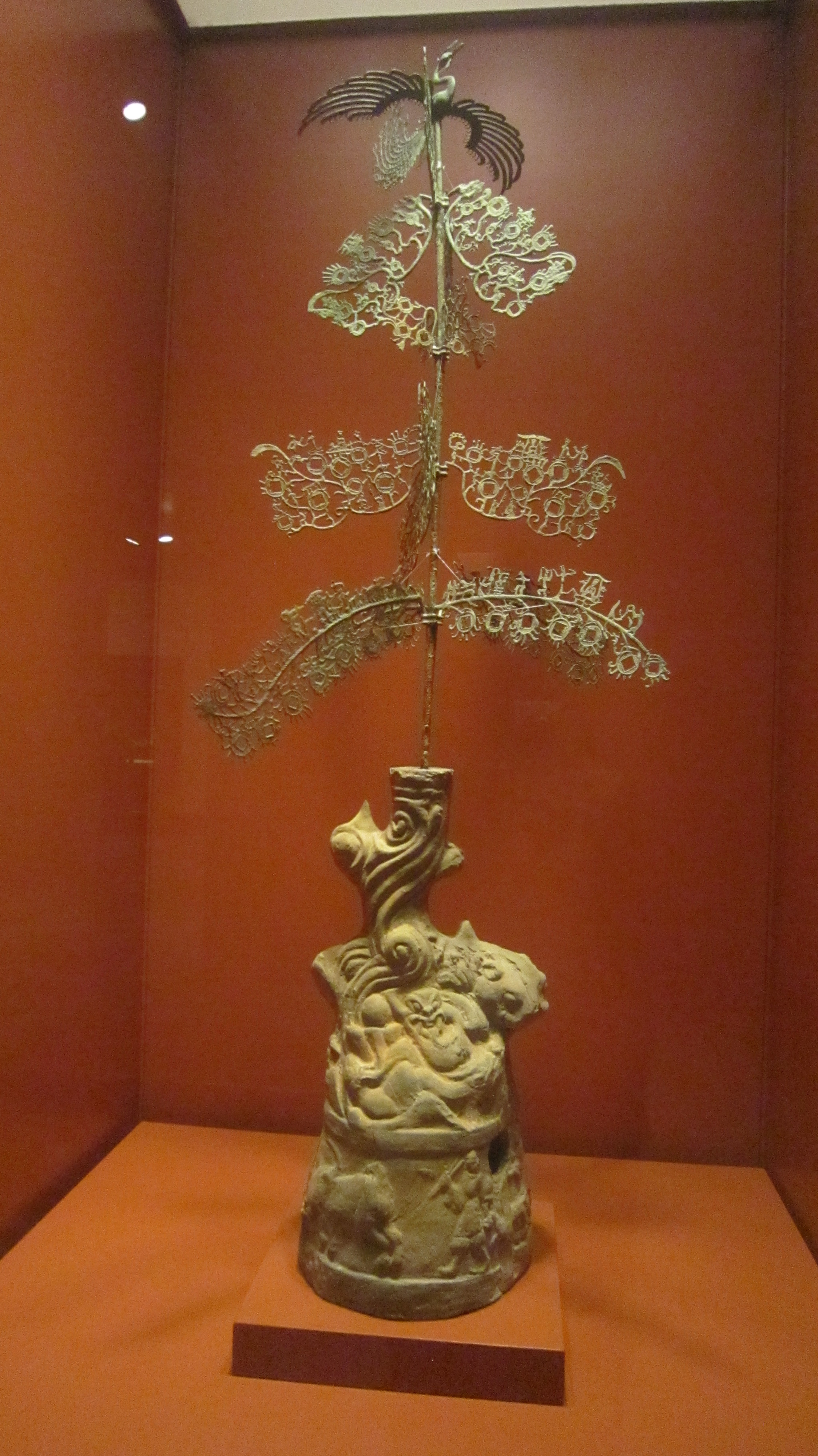
Cây tiền tài thời Hán ở Bảo tàng Di sản Hồng Kông

Truyền thuyết Trung Quốc có nói đến cây tiền tài (搖錢樹-diêu tiền thụ) là một loại cây thánh, có thể mang lại tiền bạc và tài sản cho mọi người, và rằng đây là một biểu tượng cho sự sung túc, quý tộc và mang tới điềm lành. Nguồn gốc của cây có thể được truy nguyên trở lại về thời xã hội nguyên sơ khi việc tôn thờ của một cây thánh còn phổ biến. Trong khi cây tiền tài có thể có nguồn gốc từ thần thoại cây mặt trời gắn liền với thiên đường, tiền xu lại mang ý nghĩa liên kết thiên đường với những phần thưởng vật chất trong thế giới này. Theo các tường thuật lịch sử hiện tại, khái niệm "cây tiền tài" có nguồn gốc sớm nhất là từ đời nhà Hán. Những cây tiền làm bằng đồng đúc là một đặc điểm dễ thấy trong ngôi mộ đời Hán ở Tứ Xuyên.

## Truyền thuyết và truyện dân gian

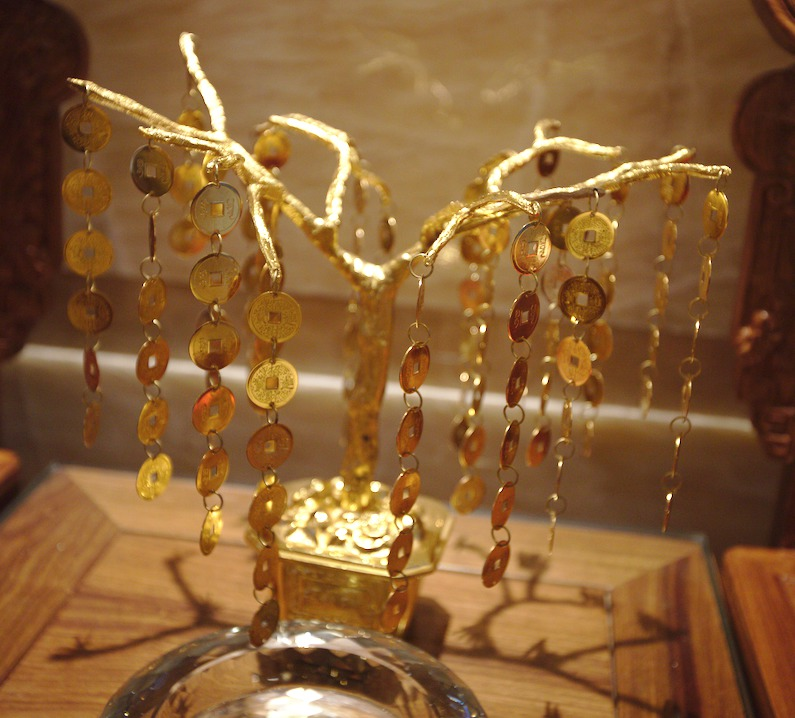
Một cây tiền tài "hiện đại" ở Vân Nam

### Truyện dân gian
Lưu truyền một câu truyện dân gian kể rằng: có một nhà điêu khắc đã treo tiền giả lên một cái cây để lừa dân làng đốn cây xuống cho anh ta. Nhưng lại có rất nhiều người tin rằng loại cây này là thần kỳ và nhà điêu khắc được cảnh báo rằng nếu anh dám đốn hạ hoặc làm hại cây thì anh sẽ bị nguyền rủa. Vào cuối câu chuyện, nhà điêu khắc được hối lộ để không làm hại cây.
Người ta cũng kể, nếu bạn chạm vào lá cây, bạn sẽ có may mắn.

### Âm phủ
Có người cho rằng những đồng tiền sẽ phát ra ánh sáng, hoặc sẽ chỉ đường trong hành trình của người đã chết. Với sự dẫn dắt này, những người đã khuất sẽ ngồi một chiếc thuyền có cánh để đến núi gốm, nơi có cây tiền trên thiên đường. Những đồng tiền này cũng có thể được sử dụng trong hành trình từ mặt đất lên đến cõi tiên.